# Janek Sternberg
Janek Sternberg (sinh ngày 19 tháng 10 năm 1992) là một cầu thủ bóng đá Đức thi đấu ở vị trí hậu vệ trái cho Ferencvárosi TC ở giải hạng nhất Hungary.

## Sự nghiệp câu lạc bộ
Sternberg gia nhập Werder Bremen năm 2013 từ Hamburger SV. Sau khi thi đấu một số trận cùng với đội dự bị Werder, anh ra mắt đội một trong trận đấu tại Bundesliga trước SC Paderborn 07 ngày 29 tháng 11 năm 2014. Anh chơi toàn bộ trận đấu và kết quả là chiến thắng 4–0 trên sân nhà.
Ngày 21 tháng 1 năm 2017, Sternberg gia nhập Ferencváros.

## Sự nghiệp quốc tế
Sternberg là một cầu thủ trẻ quốc gia của U-18 Đức.